# Crying Steel
I Crying Steel sono un gruppo musicale heavy metal formatosi a Bologna nel 1981.

## Storia dei Crying Steel
I Crying Steel nascono a Bologna nella primavera del 1981, dalle ceneri del gruppo hard rock "Wurdalak". I componenti fondatori sono Alberto Simonini (chitarra) e Angelo Franchini (basso elettrico), ai quali si aggiunsero Luca Bonzagni (voce) e nel 1983, dopo vari cambi di formazione, Luca Ferri (batteria) e Franco Nipoti (chitarra). Dopo il loro primo demo, che contiene già Thundergods e Agony, canzoni successivamente riproposte dal gruppo, vengono notati da Beppe Riva di Rockerilla che li inserisce nella compilation Heavy Metal Eruption (Metal Eye, 1983) assieme a Death SS, Strana Officina, Rollerball, Steel Crown, Elektra Drive, Revenge, Shyning Blade e Ransackers.
Nel 1984 è già pronto un nuovo demo, che spiana la strada al successivo EP Crying Steel del 1985. Nei due anni successivi il gruppo intensifica l'attività live suonando in tutta Italia: in particolare da citare l'esibizione allHeavy Metal Festival di Bologna nel giugno 1986 con Motörhead e Twisted Sister.
Nell'85 esce anche un altro demo, di sole tre tracce, seguito dal demo dell'86, vero e proprio promo del loro primo album On the Prowl, del 1987. Album sicuramente rivoluzionario, almeno per la New Wave Of Italian Heavy Metal (NWOIHM), in quanto è il primo ad essere registrato anche su CD.
Nel settembre del 1988 un nuovo cambio di formazione, Simonini e Bonzagni escono dal gruppo e vengono sostituiti da Michele Vanni e Lisa Bisognin.
A marzo del 1990 anche Michele Vanni lascia per essere sostituito da Francesco Di Nicola, nel luglio dello stesso anno il gruppo effettua alcune date in Russia che vedono come cantante nella line-up Massimiliano Merlini. Seguono, nel 1994 e nel 2003, alcune reunion che vedono i Crying Steel esibirsi nella formazione classica (Simonini/Nipoti/Bonzagni/Franchini/Ferri).
Nel 2006 vengono reclutati dalla label italiana My Graveyard Productions e iniziano le registrazioni del nuovo album, The Steel Is Back che uscirà nel 2007. Poco dopo l'uscita dell'album Simonini decide drasticamente di abbandonare il gruppo e non prende parte al Release Party dove i Crying Steel si fanno affiancare da Max Magagni.
Dopo l'abbandono da parte di Luca Bonzagni, per dissapori con il resto della band, il 30 novembre 2009 Franco Nipoti annuncia che i Crying Steel hanno un nuovo cantante nella persona di Stefano Palmonari. Dopo una serie di concerti, tra cui la partecipazione al British Fest, nell'ottobre 2012 i Crying Steel entrano in studio per la registrazione del nuovo album. Ad aprile 2013 esce Time Stands Steel, sempre per My Graveyard Production. A giugno 2013 i Crying Steel annunciano la separazione dal cantante Stefano Palmonari, viene immediatamente reclutato Ramon Sonato come nuova voce del gruppo.
In occasione del concerto tenuto a Casalecchio di Reno il 28 febbraio 2014, viene ufficializzato l'ingresso di Luigi Frati in sostituzione di Max Magagni che lascia a causa dei crescenti impegni di lavoro. Con questa formazione la band intensifica l'attività live, nel 2014 rappresentano l'Italia al Waken Open Air 25° Anniversary. Nel 2015 partecipano al festival greco Metal Rites ad Atene con gli americani Jag Panzer, dove firmano un contratto discografico con l'etichetta locale No Remorse Records. Nello stesso anno i Crying Steel condividono il palco con l'ex cantante degli Iron Maiden, Blaze Bayley.
Nel 2015 la band, dall'idea del loro manager Marco Verucchi, rende omaggio al grande cantautore bolognese Lucio Dalla, registrando la cover di "L'ultima Luna", che non verrà incisa ma di cui verrà rilasciato un videoclip nel dicembre 2018.

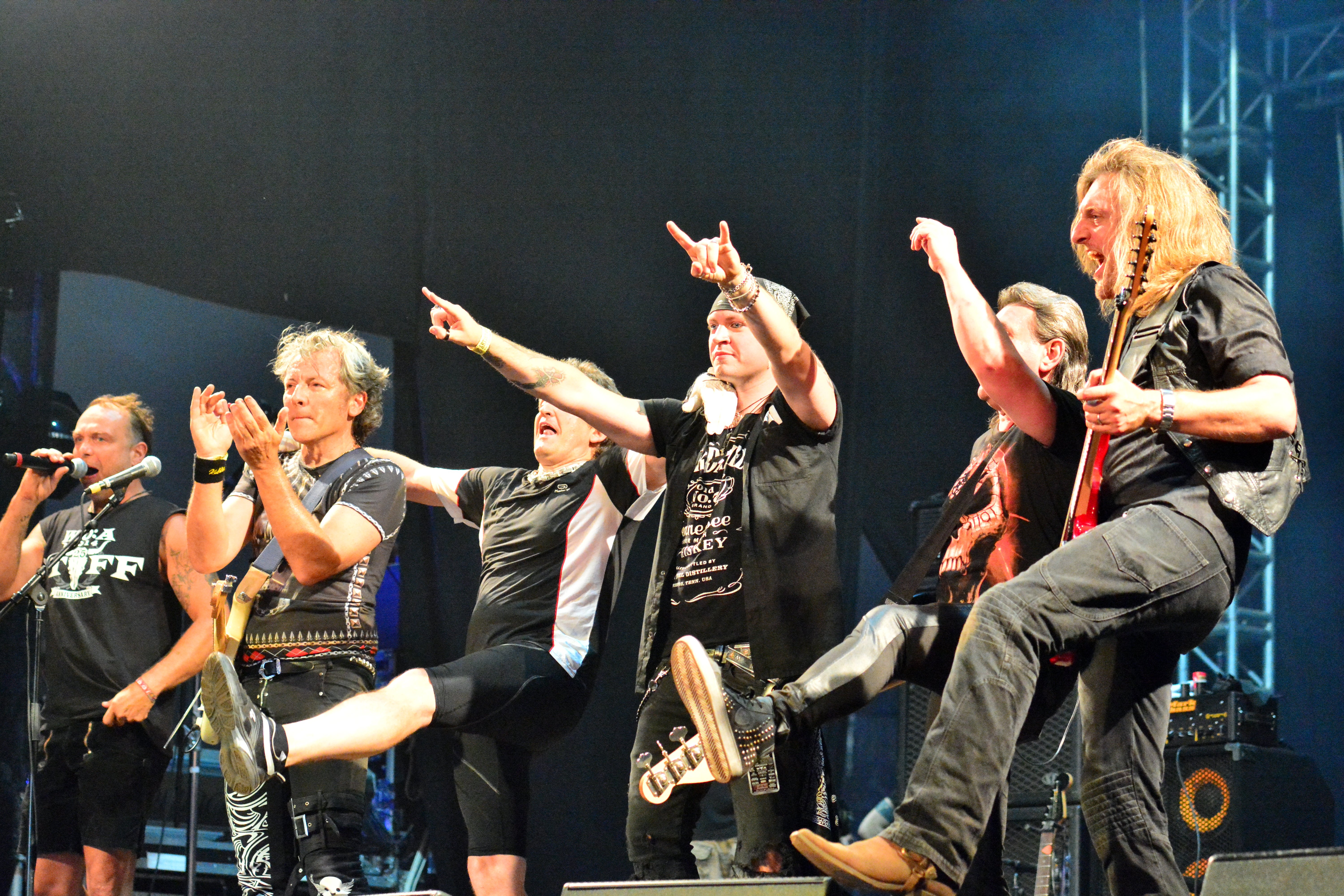
Crying Steel al Wacken Open Air 2014

Nel 2016 i Crying Steel festeggiano i loro 35° Anniversary con un live al Locomotiv di Bologna insieme a gli amici Rain, Markonee and more... Nel 2016 i Crying Steel condividono il palco con gli americani Riot. Nel 2016 esce il cofanetto "speciale" con la ristampa di "On The Prowl" + il DVD con l'esibizione al Wacken Open Air del 2014. Nel 2016 cambio di Line-up entra alla voce Mirko Bacchilega. Nel 2016 i Crying Steel annunciano che nel nuovo album ci sarà alla voce Tony Mills, una tra le più grandi voci nel panorama rock internazionale, frontman degli Shy e TNT, solo per citare alcune sue band.
Nel 2017 vengono chiamati a partecipazione al Paris Metal Fest 2017.
I Crying Steel in questi anni hanno calcato palchi anche internazionali con band del calibro di: Twisted Sister, Motörhead, Grim Reaper, Demon, Diamond Head, Girlschool, Angel Witch, Gotthard, Praying Mantis, Vanadium, Raven, Satan, Killer, Jag Panzer, Behemoth, Razor, Riot, Blaze Bayley, Decapitated, Van Canto, Hammerfall, Hatebreed, Black Star Riders, Carcass, Children Of Bodom, Hellyeah, King Diamond, Arch Enemy, Amon Amarth, Kreator, Accept, Megadeth, Saxon, Skid Row, Slayer, Sodom, Steel Panther, W.a.s.p. ed altri.
Nel 15 giugno 2018 esce "Stay Steel" il nuovo album dei Crying Steel con Tony Mills alla voce, con l'etichetta tedesca Pride & Joy.
Nel febbraio 2019 viene rilasciato da Jolly Roger una versione Deluxe rimasterizzata di "On The prowl", impreziosito da un cd bonus live (unico della band).
Il cantante inglese apparirà solo nella versione discografica, mentre il tour vedrà alla voce Mirko Bacchilega.
Parte così ufficialmente " Stay Steel Tour", che vedrà la band impegnata a presentare live il nuovo album in Italia e in alcune capitali europee.
Il 2021 il bassista storico Angelo Franchini decide di attaccare lo strumento al chiodo, dopo 38 anni di onorata militanza nella band, ma continua a collaborare in veste di produzione musicale all'interno del progetto.
Quasi contestualmente anche il chitarrista Luigi JJ Frati, per motivi personali, lascia la band.
I due musicisti vengono sostituiti dagli ottimi Paolo Nocchi alla chitarra e da Marco Zirondelli al basso.
Nel 2023 la band orfana anche di Mirko Bacchilega (cantante della band dal 2016) intraprende un minitour italiano con Alessandro Rubino alla voce.
L'11 novembre 2022, all'Alchemica di Bologna, viene festeggiato il 40º anno di attività dei Crying Steel in un live pieno di band ospiti ed amici.
Live che sarà registrato, per poi farne uscire un cd live intitolato "Live And Thunder", per essere, tramite etichetta Underground Simphony, rilasciato in forma digitale il 28 febbraio 2024 ed in forma fisica entro fine marzo 2024.
La band è attualmente al lavoro per registrare il nuovo album, che presumibilmente vedrà la luce nell'autunno del 2024.

## Formazione attuale
- Alessandro Rubino  – voce
- Franco Nipoti – chitarra
- Paolo Nocchi – chitarra
- Marco Zirondelli – basso
- Luca Ferri – batteria

## Ex componenti
- Luca Bonzagni – voce
- Alberto Simonini – chitarra
- Lisa "Lee Hevil" Belladonna – voce
- Lisa Bisognin – voce
- Michele Vanni – chitarra
- Francesco Di Nicola – chitarra
- Max Magagni – chitarra
- Alessandro "Ramon" Sonato – voce
- Luigi JJ Frati
- Angelo Franchini

## Discografia

### Album
- 1987 - On the Prowl (LM Records)
- 2007 - The Steel Is Back (My Graveyard Productions)
- 2013 - Time Stands Steel (My Graveyard Productions)
- 2018 - Stay Steel (Pride & Joy)

### EP
- 1985 - Crying Steel (EP)

### Live
- 2024 - Live And Thunder (Underground Symphony)

### Raccolte
- 2016 - Crying Steel (EP) & On the Prowl + DVD Steelway to Wacken (Live) (No Remorse Records)
- 2019 - Steel Alive - Crying Steel (EP) & On The Prowl + CD live (Jolly Roger)

### Demo
- 1982 - Demo 1982
- 1984 - Demo 1984
- 1985 - Demo 1985
- 1986 - Promo 1986
- 2006 - Promo 2006